# Mihály Mayer
Mihály Mayer (Újpest, Hongria, 1933 - Budapest, 2000) fou un jugador de waterpolo hongarès que destacà a la dècada del 1950 i la dècada del 1960.

## Biografia
Jueu, va néixer el 27 de desembre de 1933 a la ciutat d'Újpest, població que avui en dia forma part de la ciutat de Budapest dins del Districte IV de la ciutat. Va morir el 4 de setembre de l'any 2000 a la ciutat de Budapest

## Carrera esportiva
Va participar, als 22 anys, en els Jocs Olímpics d'Estiu de 1956 realitzats a la ciutat de Melbourne (Austràlia), on aconseguí guanyar la medalla d'or i on fou partícip del denominat bany de sang de Melbourne. En els Jocs Olímpics d'Estiu de 1960 realitzats a Roma (Itàlia) guanyà la medalla de bronze, si bé en els Jocs Olímpics d'Estiu de 1964 realitzats a Tòquio (Japó) tornà a guanyar la medalla d'or. En els Jocs Olímpics d'Estiu de 1968 celebrats a Ciutat de Mèxic (Mèxic) tornà a guanyar la medalla de bronze.
Al llarg de la seva carrera guanyà dues medalles d'or en el Campionat d'Europa de waterpolo els anys 1958 i 1962.
Una vegada retirat va exercir d'entrenador i el 1982 va dirigir la selecció nacional hongaresa que va guanyar la medalla de plata al Campionat del Món de waterpolo de Guayaquil.
El 1987 va ser inclòs a l'International Swimming Hall of Fame.